# Pouteria ephedrantha
Pouteria ephedrantha là một loài thực vật có hoa trong họ Hồng xiêm. Loài này được (A.C.Sm.) T.D.Penn. miêu tả khoa học đầu tiên năm 1990.